# Palariket

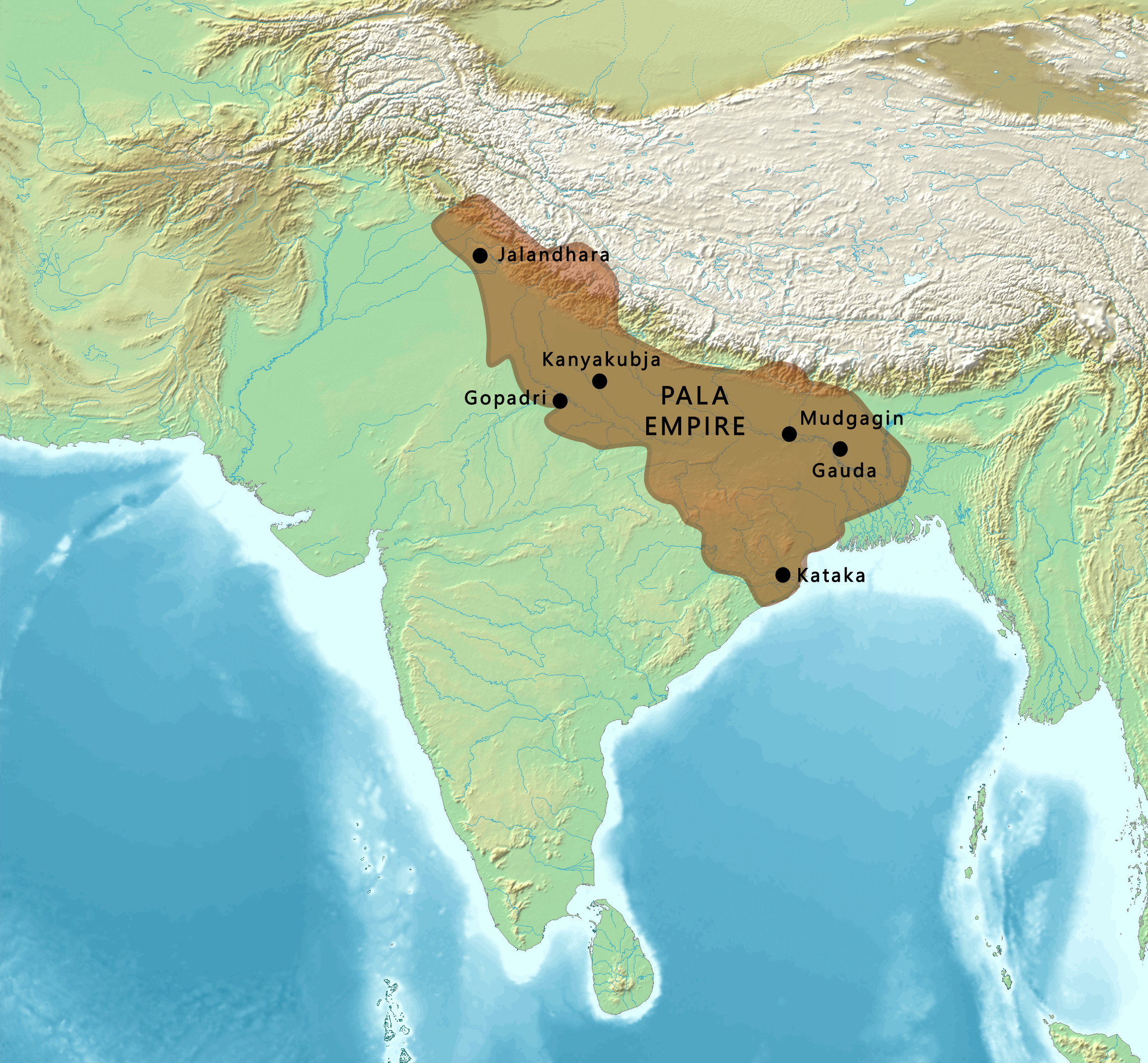
Palariket

Palariket var en historisk stat som låg i nordöstra Indien mellan 750 och 1161. 
Det föregicks av Khadgadynastins rike, och efterträddes av Senadynastins rike.